# 田崎正明
田崎 正明（たざき まさあき）は、日本の元アマチュア野球選手（投手）。

## 経歴・人物
鶴崎工業高校では1981年夏の甲子園県予選の2回戦において、三重高校に敗退し、甲子園への出場を実現することができなかった。高校卒業後は、電電近畿に入社した。
電電近畿において、1984年のドラフト会議で近鉄バファローズから6位指名を受けたが、入団を拒否し、チームに残留した。
その後、社会人野球でプレーし続け、1986年の都市対抗野球から補強選手として、4年連続出場した。（第57回都市対抗野球大会と第59回都市対抗野球大会と第60回都市対抗野球大会では大阪ガスの補強選手として、第58回都市対抗野球大会では住友金属の補強選手として出場した。）